# Ureaplasma

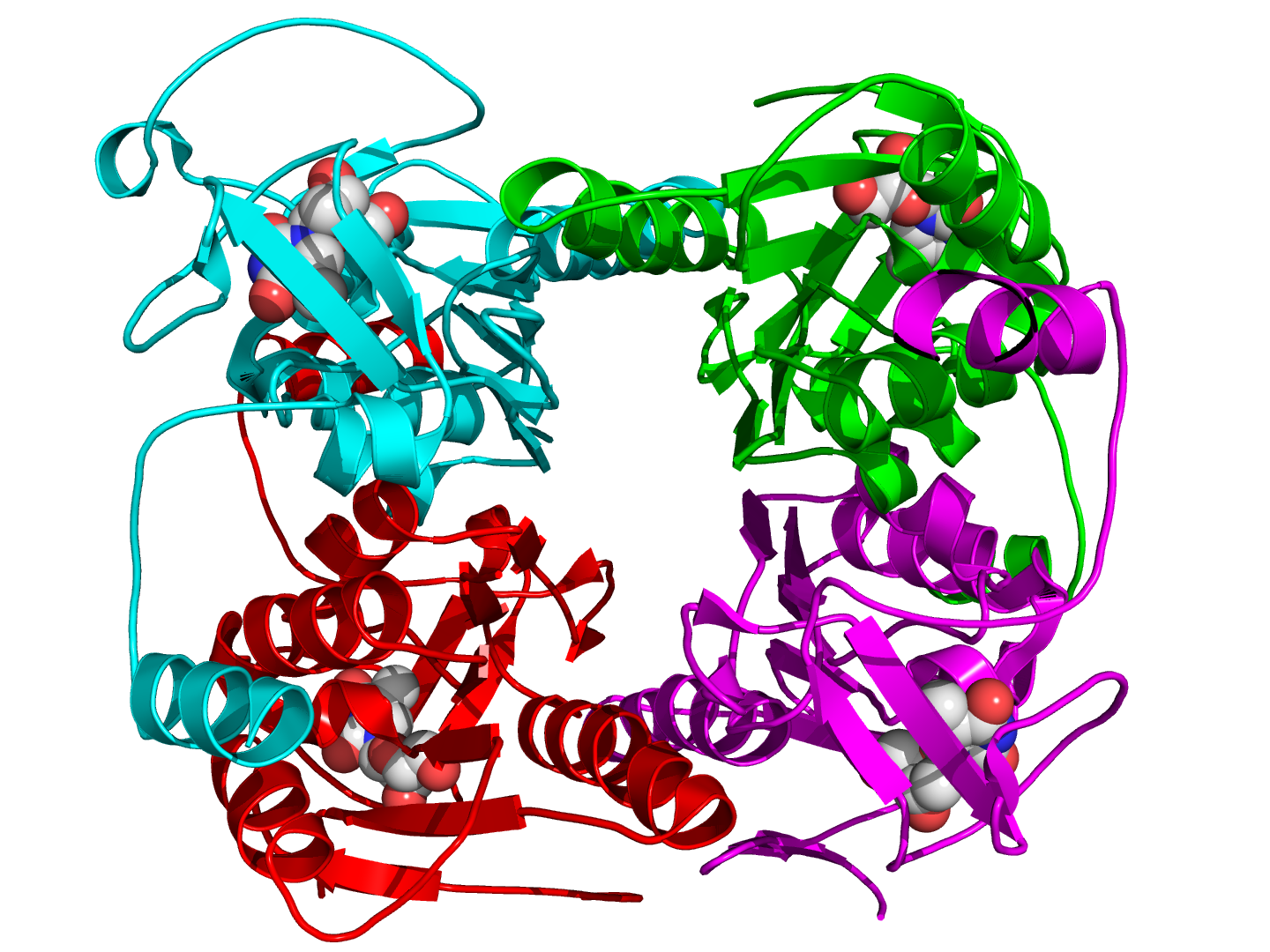
Kristallstruktur eines Tetramers einer Thymidinase von Ureaplasma urealyticum (Monomere sind cyan, grün, rot, und magenta) je als Komplex mit Thymidin (Atomschalen Model: Kohlenstoff = weiß, Sauerstoff = rot, Stickstoff = blau)

Ureaplasmen, auch Ureaplasma (von lateinisch urea „Harnstoff“ sowie griechisch πλάσμα plásma „das Geformte“), sind eine Gattung sehr kleiner, selbständig vermehrungsfähiger Bakterien aus der Klasse der Mollicutes (von lat. mollis „weich“ und cutis „Haut“, „die Weichhäutigen“). Im Gegensatz zu den meisten Bakterien fehlt ihnen eine Zellwand. Sie leben aerob bis fakultativ anaerob und sind von vielgestaltiger (pleomorpher), veränderlicher, bläschenförmiger Gestalt.
Ureaplasmen sind parasitär, intra- und extrazellulär lebende Bakterien, die beim Menschen und Tieren in Verbindung mit zahlreichen Krankheiten stehen. Die beim Menschen vorkommenden wichtigen Ureaplasmen werden in der Art Ureaplasma urealyticum zusammengefasst. Ureaplasmen werden aufgrund ihrer Eigenschaft zur Lyse (dt.: Spaltung, von griechisch λύσις lýsis „Lösung, Auflösung“) von Harnstoff (lat. urea) charakterisiert und von den Mycoplasmen unterschieden.
Mit einer Größe von 580 bis 1380 kbp haben die Gattungen Mycoplasma und Ureaplasma das kleinste Genom der zur Auto-Replikation befähigten Prokaryonten mit Ausnahme des Tiefsee-Archaeons "Nanoarchaeum equitans" (~500 kbp). Ihr DNS-Genom weist meist einen relativen niedrigen Guanin-Cytosin (GC) Gehalt auf und ihre Zellmembran enthält Cholesterin, was sonst nur bei Eukaryonten gefunden wird.

## Klassifizierung
Die Klasse der Mollicutes umfasst wissenschaftlich gesehen die sechs eubakteriellen Gattungen
Acholeplasma, Anaeroplasma, Asteroleplasma, Mycoplasma, Spiroplasma und Ureaplasma.
Die phylogenetische Verwandtschaft dieser Gattungen wurde durch die auf Carl Woese zurückgehende Analyse der 5S und 16S rRNA ermittelt.
Ein gemeinsames Merkmal der Mollicutes (Weichhäuter) und damit auch der Ureaplasmen ist das Fehlen einer Zellwand und die damit einhergehende Anfälligkeit für osmotische Schwankungen des umgebenden Mediums. Antibiotika, die an der Zellwand ansetzen (z. B. Penicilline) sind praktisch unwirksam gegen sie. Aufgrund der geringen Größe der Ureaplasmen lassen sie sich, im Gegensatz zu anderen Bakterien, nicht durch Sterilfilter mit einer nominalen Porengröße von 0,22 µm zurückhalten. Molekular-phylogenetische rRNA-Untersuchungen ergaben, dass die Mollicutes nicht an der Basis des bakteriellen phylogenetischen Baums stehen, sondern vielmehr durch degenerative Evolution aus Gram-positiven Bakterien der Lactobacillus-Gruppe mit einem niedrigen GC-Gehalt der DNA hervorgegangen sind. Im Zuge dieser degenerativen Evolution haben die Mollicutes einen erheblichen Teil ihrer genetischen Information verloren, so dass sie heute zu den Lebewesen mit dem kleinsten bekannten Genom zählen (Mollicutes: 580–2.300 kbp, E. coli: 4.500 kbp, Arabidopsis thaliana: 100.000 kbp, Homo sapiens: 3.400.000 kbp). Bakterien der Klasse Mollicutes leben nicht als freie Bakterien, sondern sind entweder auf eine Wirtszelle oder einen Wirtsorganismus angewiesen.
Als Parasiten oder Kommensalen erhalten sie vom Wirtsorganismus essentielle Stoffwechselkomponenten wie z. B. Fettsäuren, Aminosäuren und Vorstufen der Nukleinsäuren. Die Möglichkeit zur Verkleinerung des Genoms wird auf die parasitäre Lebensweise der Mollicutes zurückgeführt. Für das Wachstum einiger Vertreter der Mollicutes ist auch Cholesterin erforderlich, eine Komponente, die normalerweise nicht in Bakterien gefunden wird und deren Synthesevorstufen ebenfalls von den Wirtszellen zur Verfügung gestellt wird.

## Klinische Bedeutung
Ureaplasmen sind als parasitär lebende Bakterien die Ursache für zahlreiche Krankheiten beim Menschen und Tieren. In der Regel töten Bakterien aus der Klasse der Mollicutes ihren Wirt jedoch nicht ab. Vielmehr verursachen sie chronische Infektionen, was für eine gute Anpassung an die Wirte spricht, und verkörpern damit eine sehr erfolgreiche Art des Parasitismus.
Da Ureaplasmen keine Zellwand haben, können sie nur auf speziellen Nährböden angezüchtet werden oder mit Hilfe der Polymerase-Kettenreaktion (PCR) nachgewiesen werden. Ureaplasmen besiedeln meist den Urogenitaltrakt und werden durch Tröpfcheninfektion und direkten Kontakt übertragen. Erkrankungen hervorgerufen durch Ureaplasma urealyticum und Ureaplasma hominis werden mit Hilfe von Makrolid-Antibiotika (Erythromycin, Clarithromycin, Azithromycin) und Tetracyclinen (etwa Doxycyclin) behandelt.

### Humanmedizin
- Ureaplasma urealyticum besiedelt den unteren weiblichen Genitaltrakt und wird während einer Schwangerschaft häufig von der Mutter auf das Kind übertragen, wo sie u. a. gelegentlich die Ursache für Pneumonien oder Infektionen des zentralen Nervensystems sein können. Ob U. urealyticum ebenfalls ein Erreger der „non-gonococcal-Urethritis“ ist, ist umstritten. Beim Mann ist U. urealyticum der Erreger der nicht-gonorrhoischen Urethritis und Prostatitis.
- Ureaplasma hominis und Ureaplasma urealyticum werden häufig zusammen im Urogenitaltrakt angetroffen. Sie sind nicht Ursache eigener Krankheitsbilder, sondern sind meist an unterschiedlichen Krankheiten beteiligt. U. hominis vermehrt sich relativ schnell, U. urealyticum eher langsam und nutzt die Harnstoffspaltung als Energiequelle. Beide Arten sind fakultativ-pathogen und nach Septikämien sind steigende Antikörpertiter im Blut nachweisbar.